# ソニーのビデオカメラ製品一覧
ソニーのビデオカメラ製品一覧（ソニーのビデオカメラせいひんいちらん）は、ソニーが発売してきた民生用ビデオカメラの一覧。Handycam（ハンディカム）シリーズをはじめとするカムコーダなど。中にはコンパクトといいかねる容積を持つものがあるが、規格上家庭用の範疇にされる。

## シリーズによる分類
ソニーはビデオカメラ業界で高いシェアを占め多くのラインナップを用意している。
国内ではメモリー式のHD画質モデルを販売の中心に据えて、4K対応モデルやテープ式のHDVモデルが用意されているが、海外向けモデルでは未だSD画質モデルも多く販売されている。国内向けモデルをベースに画素数や機能を削減した廉価版モデルが北米を中心に発売されている（後尾に一括掲載）。

### SD画質

#### 磁気テープモデル

##### BMCシリーズ（ベータビデオ）
BMC-100
1983年7月発売のベータムービー。ソニー第1号機（業界初のカムコーダ）。撮像管モデル。録画専用、ショルダータイプ（以下、ベータムービー共通）。
BMC-200
1984年7月発売。撮像管モデル。赤外線オートフォーカス。
BMC-500
1985年1月発売。Hi-Bandベータ対応。初の撮像素子採用。
BMC-600
1985年7月発売。Hi-Bandベータ対応。光学ファインダーのため左目で見ることができるように付替えが可能だった。
BMC-3000
1987年3月発売。βIs及びSHB‣βIs専用。電子式ビューファインダー装備。受注生産。

##### EDCシリーズ（EDベータビデオ）
EDC-50
1988年6月発売のEDカム。カメラ部とデッキ部が分離可能な業務用仕様（重量約8kg）で、2CCD（Y/C）方式を採用。

##### CCD-Vシリーズ（8ミリビデオ）
CCD-V8
1985年1月発売の8ミリビデオ第1号機。ショルダータイプ。
CCD-V8AF
1985年10月発売。オートフォーカス機能搭載。ショルダータイプ。
CCD-V8AF II
1986年9月発売。ショルダータイプ。
CCD-V100
1986年9月発売。ビデオ8PRO。ショルダータイプ。
CCD-V30
1986年10月発売。ハンディカム初の再生機能付。
CCD-V50
1987年5月発売。デジタルスーパーインポーズ機能搭載。
CCD-V90
1987年6月発売。初の「ハンディカムPRO」。CCDの高画素化により歩留り率が低下し、製品の製造が遅れた。
CCD-V35
1987年9月発売。
CCD-V200
1988年3月発売。初のPCMステレオ録音機能搭載のショルダータイプ。
CCD-V88
1988年9月発売。フラットローディングメカ採用により、1kgを切る最軽量モデル。
CCD-V89
1989年11月発売。

##### CCD-Vシリーズ（Hi8）
CCD-V900
1989年4月発売のハイエイト第1号機。
CCD-V5000
1990年3月発売。PCMステレオとAFMステレオ録音機能搭載、TBC及びデジタルエフェクト搭載のショルダータイプ。
CCD-V700
1990年4月発売。AFMステレオHi-Fi搭載。
CCD-V800
1991年2月発売。RCタイムコード・データコード搭載。撮影日時を映像に焼き付けずに別領域へデータとして記録、任意で画面に表示させることができた。

##### CCD-VXシリーズ(Hi8・ハイエンドモデル)
CCD-VX1
1992年9月発売。民生用初の3CCDカメラ。

##### CCD-Mシリーズ（8ミリビデオ）
CCD-M8
1985年9月発売のハンディカム第1号機(録画専用)。一般向けとしては再生機能が無いためヒットしなかったがカメラを専門に扱う量販店やAV機器専門店などがレンタルビデオカメラとして採用されることが多かった。
CCD-M10
1986年5月発売。
CCD-M7
1987年6月発売。

##### CCD-Fシリーズ（8ミリビデオ）
CCD-F330
1988年3月発売。ファミリー向け。タイトルスーパーインポーズ搭載
CCD-F340
1988年6月発売。初の1/2インチCCD採用。タイトルスーパーインポーズ搭載、電子シャッタースピード切り替え（デフォルトの1/60秒に加えて、1/4000秒、1/1000秒、1/250秒、1/100秒）
CCD-F300
1988年11月発売。
CCD-F500
1989年4月発売。
CCD-F380
1989年10月発売。
CCD-F550
1990年10月発売。

##### CCD-TRシリーズ（8ミリビデオ）
CCD-TR55
1989年6月発売。初代「パスポートサイズ」（旧パスポート）。大ヒット製品。型番はソニーのトランジスタラジオ第1号機「TR-55」にちなむ。
CCD-TR75
1990年6月発売。「ステレオパスポートサイズ」。
CCD-TR45
1990年7月発売。「めちゃ軽パスポートサイズ」。
CCD-TR105
1991年9月発売。井上陽水の歌う「少年時代」をCMで起用。
CCD-TR205
1991年10月発売。
CCD-TR505K
1992年6月発売。
CCD-TR303
1993年発売？
CCD-TR313/TR222
1994年9月発売。
CCD-TR230
1995年発売？。
CCD-TR250PK
1996年発売？。
CCD-TR270PK
1997年6月発売。
CCD-TR280PK
1998年4月発売。video8XR技術採用。

##### CCD-TRシリーズ（Hi8）
CCD-TR705
1991年6月発売。トラベルシリーズ初のハイエイト「ビューティフルパスポートサイズ」。Hi8ハンディカム初号機。
メーカー希望小売価格：175,000円（税別）
CCD-TR900
1992年4月発売。業界初のバリアングルプリズム方式による光学手ぶれ補正機構搭載。
CCD-TR1000
1992年9月発売。TR900にカラービューファインダーを搭載。他社機に多かった赤外線方式に対しこれまでやや神経質すぎると不評であったCCD連動型のAFの性能が改良により格段に向上した。
CCD-TR1
1992年9月発売。世界初リチウムイオンバッテリーパック採用。ハンディカムステーション初対応。ズーム操作にレバー式を採用。
メーカー希望小売価格：180,000円（税別）
CCD-TR2
1993年3月発売。デジタルズームのほかワイプなど各種特殊効果搭載。
メーカー希望小売価格：210,000円（税別）
CCD-TR3
1993年9月発売。電源を「ビデオ」側に入れると操作パネルが光る。データコードに対応。
CCD-TR2000
1994年3月発売。
CCD-TR850/TR830
1994年6月発売。
CCD-TR650
1994年6月発売。
CCD-TR11
1994年9月発売。デジタルマッハズーム、ソーラーカラーファインダー搭載
メーカー希望小売価格：178,000円（税別）
CCD-TR3000
1995年6月発売。メーカー希望小売価格：208,000円（税別）
CCD-TR12
1996年4月発売。メーカー希望小売価格：176,000円（税別）
CCD-TR3300
1996年7月発売。メーカー希望小売価格：202,000円（税別）
CCD-TR555
1996年7月発売。受注生産。ユーザー名を刻印。
CCD-TR290PK
1999年3月発売。

##### CCD-TRVシリーズ（8ミリビデオ）
CCD-TRV20PK
1995年4月発売。
CCD-TRV30
1995年4月発売。
CCD-TRV11
1996年3月発売。
CCD-TRV513K
1997年8月発売。
CCD-TRV45K
1998年3月発売。video8XR技術採用。
CCD-TRV425K
1998年4月発売。video8XR技術採用。テレビショッピングなどの通販専用モデル。基本的に45Kと変わらない。

##### CCD-TRVシリーズ（Hi8）
CCD-TRV90
1995年4月発売。
CCD-TRV60
1994年4月発売。
CCD-TRV91
1996年3月発売。
CCD-TRV71
1996年4月発売。TRV91のモノクロファインダー版。
CCD-TRV201
1996年6月発売？
CCD-TRV101
1996年8月発売。
CCD-TRV92
1997年3月発売。
CCD-TRV85K
1998年3月発売。Hi-8XR技術採用。
CCD-TRV95K
1998年3月発売。Hi-8XR技術採用。
CCD-TRV825K
1998年4月発売。Hi-8XR技術採用。テレビショッピングなどの通販専用モデル。基本的に85Kと変わらない。
CCD-TRV66K
1999年3月発売。Hi-8XR技術採用。
CCD-TRV80PK
2000年3月発売。
CCD-TRV86PK
2001年3月発売。
CCD-TRV96K
2002年3月発売。
CCD-TRV106K
2003年3月発売。
CCD-TRV116
2004年2月発売。
CCD-TRV126
2005年2月発売。ハイエイト最終モデル。

##### DCR-TRVシリーズ（Digital8）
DCR-TRV310K/TRV110K
1999年3月発売。デジタルエイト第1号機。
DCR-TRV220K
2000年3月発売。
DCR-TRV225K
2000年4月発売。
DCR-TRV620K
2000年4月発売。
DCR-TRV820K
2000年4月発売。プリンター内蔵。
DCR-TRV300K
2001年3月発売。
DCR-TRV240K
2002年3月発売。

##### CCD-SCシリーズ（Hi8）
CCD-SC7
1994年2月発売。初の液晶モニター搭載。
CCD-SC9
1994年11月発売。SC7の後継機。メーカー希望小売価格：168,000円（税別）
CCD-SC55
1996年4月発売。液晶モニター付き新パスポートサイズ。メーカー希望小売価格：168,000円（税別）
CCD-SC65
1997年6月発売。SC55の後継機。3型ソーラー液晶パネル搭載。メーカー希望小売価格：182,000円（税別）

##### CCD-RVシリーズ(Hi8)
CCD-RV100
1995年3月発売。TRシリーズに液晶モニターを組み込んだもので、タテに構えるスタイル。ビデオ伝言アダプター付属。
CCD-RV200
1995年4月発売。RV100に音声多重テレビチューナーを内蔵。

##### EVCシリーズ（8ミリビデオ）
EVC-X10
1988年7月発売。CCD-V90をベースにしたレンズ交換が可能なハンディカム。Cマウントを採用。

##### CCD-SPシリーズ(8ミリビデオ)
CCD-SP5
1988年7月発売。CCD-F340をベースにした「ハンディカム・スポーツ」。

##### CCD-Gシリーズ（8ミリビデオ）
CCD-G100
1989年11月発売。6倍電動ズームなど多機能小型カメラ。ビデオウォークマンGV-100との組み合わせで使用。
CCD-G100ST
1990年発売？ 6倍電動ズームなど多機能小型カメラ。ビデオウォークマンとの組み合わせで使用。

##### CCD-MCシリーズ（Hi8）
CCD-MC1
1993年11月発売。単焦点カラービデオカメラ「まめカム」。ビデオウォークマン等に接続
CCD-MC5
1994年発売。受注生産。単焦点カラービデオカメラ「まめカム」。ビデオウォークマン等に接続。ケーブル長5m。
CCD-MC10
1996年発売。単焦点カラービデオカメラ「まめカム」。液晶ハンディカム等に接続。
CCD-MC100
1998年5月発売。カラービデオカメラ「まめカム」（最終モデル）。3倍ズーム搭載。

##### CCD-EZシリーズ（Hi8）
CCD-EZ10
1994年6月発売。光学ファインダーと2焦点レンズ。

##### CCD-CRシリーズ（8ミリビデオ）
CCD-CR1
1998年7月発売。ビデオなカメラ〈ルヴィ〉。8mmテープとデッキが一体化したビデオカートリッジ内蔵。1台に30分の動画または350枚の静止画を撮影できる。

##### DCR-VXシリーズ(DV・ハイエンドモデル)
DCR-VX1000
1995年9月発売。DVカメラ第1号機「デジタルハンディカム」。3CCD搭載。
メーカー希望小売価格：350,000円（税別）
DCR-VX700
1995年9月発売。1CCDの廉価版。家庭用としては珍しいDV端子アップグレードサービスがあった。
メーカー希望小売価格：235,000円（税別）
DCR-VX9000
1996年11月発売。DCR-VX1000をベースにしたショルダータイプ。唯一スタンダードDVカセットを使用。
DCR-VX2000
2000年5月発売。3CCDカメラ、液晶モニター搭載。VX1000の後継。
DCR-VX2100
2003年12月発売。3CCDカメラ。VX2000の後継。

##### DCR-PCシリーズ（DV・タテ型モデル）
DCR-PC7
1996年9月発売。デジタル新パスポートサイズ。
DCR-PC10
1997年10月発売。
DCR-PC1
1998年7月発売。
DCR-PC3
1999年6月発売。
DCR-PC100
1999年9月発売。民生用最高の107万画素メガピクセルCCDを採用。
DCR-PC5
2000年7月発売。
DCR-PC110
2000年9月発売。
DCR-PC9
2001年6月発売。
DCR-PC120
2001年9月発売。
DCR-PC101K
2002年6月発売。
DCR-PC105K
2003年6月発売。メーカー希望小売価格：148,000円（税別）
DCR-PC300K
2003年9月発売。世界初総画素331万画素CCDを採用。
DCR-PC109
2004年3月発売。
DCR-PC350
2004年8月発売。
DCR-PC55
2005年3月発売。
DCR-PC1000
2005年3月発売。世界初の3CMOSセンサーを搭載。

##### DCR-SCシリーズ（DV・タテ型モデル）
DCR-SC100
1997年8月発売。ファミリー向け液晶付きパスポートサイズ。

##### DCR-TRVシリーズ（DV・ヨコ型モデル）
DCR-TRV7
1997年4月発売。初のコンパクトDVカメラ。
DCR-TRV9
1998年4月発売。
DCR-TRV5
1998年6月発売。
DCR-TRV900
1998年9月発売。コンパクトDVカメラで初の3CCD搭載。
DCR-TRV10
1999年3月発売。DVカメラとして初めてメモリースティック専用スロットを搭載。
DCR-TRV8K
2000年9月発売。
DCR-TRV20
2000年3月発売。
DCR-TRV808K
2000年9月発売。
DCR-TRV17K
2001年3月発売。
DCR-TRV30
2001年3月発売。
DCR-TRV107K
2001年5月発売。
DCR-TRV27
2002年3月発売。
DCR-TRV18K
2002年3月発売。
DCR-TRV50
2002年3月発売。
DCR-TRV950
2002年6月発売。3CCDカメラ。
DCR-TRV33K
2003年3月発売。
DCR-TRV22K
2003年3月発売。
DCR-TRV70K
2003年3月発売。

##### DCR-HCシリーズ（DV・小型モデル）
DCR-HC30
2004年2月発売。

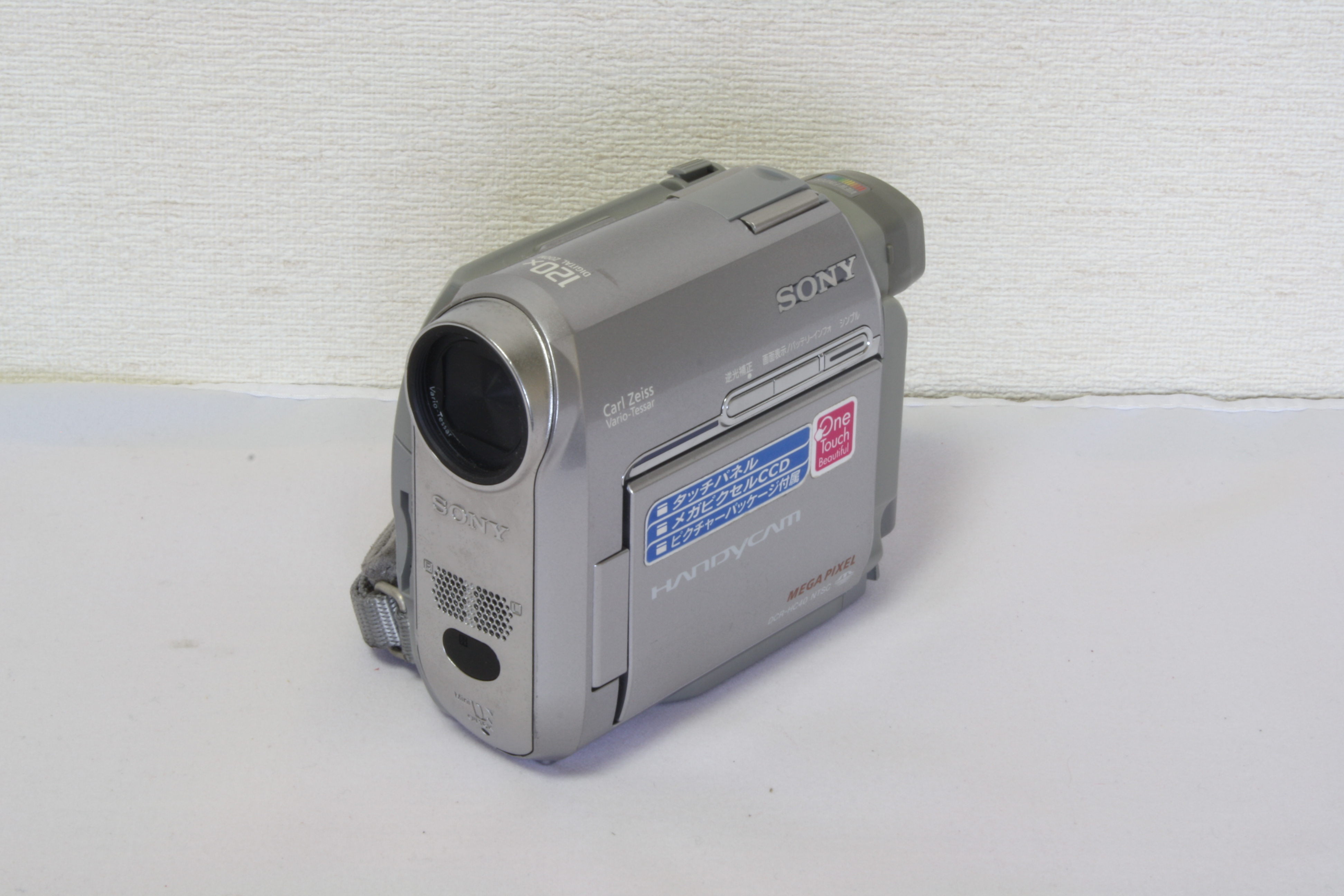
DCR-HC40
2004年2月発売。
DCR-HC1000
2004年7月発売。107万画素コンパクト3CCDモデル。
DCR-HC88
2004年9月発売。
DCR-HC41
2005年2月発売。107万画素。
DCR-HC90
2005年2月発売。331万画素。
DCR-HC46
2006年4月発売。
DCR-HC96
2006年2月発売。
DCR-HC48
2007年2月発売。HC46の後継。100万画素CCD。
DCR-HC62
2008年2月発売。HC48の後継。100万画素。

##### DCR-IPシリーズ（MICROMV）
DCR-IP7
2001年10月発売。容積280cc、質量310g。ネットワークハンディカム一号機。
DCR-IP55
2002年4月発売。スライド式のシューティンググリップを採用。ネットワークハンディカム。
DCR-IP220K
2002年9月発売。ネットワークハンディカム。
DCR-IP1K
2003年10月発売。容積198cc、質量230gで、当時民生用カムコーダとして最小、最軽量だった。Bluetooth非搭載。MICROMVの最終モデル、2005年末まで生産。

#### ディスクメディア/メモリーカード・モデル

##### DCMシリーズ（ミニディスク）
DCM-M1
1999年12月発売。世界初のミニディスクビデオカメラ「MDディスカム」。

##### DCR-SRシリーズ（HDD）
2桁系はCCD、3桁系はCMOSモデルである。
DCR-SR100
2006年3月発売。ソニー初のHDDビデオカメラ。30GBのHDDを搭載。
DCR-SR60
2006年8月発売。
DCR-SR62
2007年3月発売。30GB/107万画素。
DCR-SR300
2007年3月発売。SR100の後継。40GB/320万画素。
DCR-SR65
2008年3月発売。SR62の後継。40GB/100万画素。
DCR-SR220
2008年2月発売。海外モデルのSR200の後継。60GB/230万画素。
DCR-SR87
2009年2月発売。

##### DCR-DVDシリーズ（8cmDVD）
DCR-DVD101
2004年3月発売。ソニー初のDVDビデオカメラ。68万画素。
DCR-DVD201
2004年3月発売。ソニー初のDVDビデオカメラ。107万画素。
DCR-DVD301
2004年10月発売。
DCR-DVD203
2005年2月発売。107万画素。DVD+RWに初対応。
DCR-DVD403
2005年3月発売。331万画素。DVD+RWに初対応。
DCR-DVD405
2006年3月発売。
DCR-DVD505
2006年3月発売。
DCR-DVD308
2007年2月発売。
DCR-DVD508
2007年2月発売。
DCR-DVD810
2008年2月発売。100万画素CCD。HDR-UX20のSD画質版（ハイブリッドモデル）。

##### DCR-SXシリーズ（メモリースティックDuo）
DCR-SX41
2009年3月発売。30万画素CCD。内蔵メモリー搭載。

### HD画質

#### 磁気テープモデル

##### HDR-FXシリーズ（HDV・ハイエンドモデル）
HDR-FX1
2004年10月発売。世界初のHDV 1080i対応モデル。3枚の1080i対応HD CCDを搭載。
HDR-FX7
2006年11月発売。FX1の後継。FX1比25パーセントの軽量化を実現。3クリアビッドCMOSセンサーを使用。
HDR-FX1000
2008年11月発売。FX7の後継。3クリアビッドCMOSセンサーを使用。小型化されたFX7が不評だったため、FX1に近い形で大型化された

##### HDR-HCシリーズ（HDV）
HDR-HC1
2005年7月発売。業界初の小型HDVモデル。大ヒットを記録した。
HDR-HC3
2006年3月発売。HC1の後継。さらに小型化した。
HDR-HC7
2007年2月発売。HC3の後継。基本部分はUX7と共通。
HDR-HC9
2008年2月発売。HC7の後継。マニュアル撮影機能が強化された。

#### ディスクメディア/メモリーカードモデル

##### HDR-UXシリーズ（AVCHD・8cmDVD）
HDR-UX1
2006年9月発売。当時世界初のAVCHDビデオカメラ。
HDR-UX5
2007年2月発売。
HDR-UX7
2007年2月発売。
HDR-UX20
2008年2月発売。UX7の事実上の後継。ソニー初の内蔵メモリー、DVD、メモリースティックの3メディアに記録できるハイブリッドモデル。

##### HDR-SRシリーズ（AVCHD・HDD）
HDR-SR1
2006年10月発売。当時世界初のAVCHD・HDDモデル。HDD容量は30GB。
HDR-SR7
2007年6月発売。SR1の後継。HDD容量が60GBに倍増。
HDR-SR8
2007年6月発売。SR7のHDDを100GBにした上位モデル。このモデルは日本のみの販売であった。
HDR-SR11
2008年2月発売。SR7の後継。フルHD記録・顔検出機能に初対応。HDD容量は60GB。
HDR-SR12
2008年2月発売。SR8の後継。フルHD記録・顔検出機能に初対応。HDD容量が120GBに増やされた。

##### HDR-XRシリーズ（AVCHD・HDD）
HDR-XR500V/XR520V
2009年2月発売。Exmor R CMOSセンサー搭載。世界初GPS機能搭載。
HDR-XR100
2009年2月発売。
HDR-XR150V
2010年1月発売。SD/SDHCカードスロット搭載。撮影モードで24Mbps記録が可能。
HDR-XR350V
2010年2月発売。SD/SDHCカードスロット搭載。撮影モードで24Mbps記録が可能。
HDR-XR550V
2010年2月発売。SD/SDHCカードスロット搭載。撮影モードで24Mbps記録が可能。

##### HDR-CXシリーズ（XAVC S/AVCHD・メモリースティックDuo/SDメモリーカード）
HDR-CX7
2007年7月発売。当時世界最小。ソニー初のメモリー記録モデル。
HDR-CX12
2008年7月発売。CX7の後継。SR11/12などと同様フルHD記録に対応しスマイルシャッター機能が初めて搭載。
HDR-CX120
2009年2月発売。内蔵メモリー搭載。
HDR-CX500V / CX520V
2009年8月発売。Exmor R CMOSセンサー搭載。内蔵メモリー搭載。
HDR-CX170V
2010年1月発売。SD/SDHCカードスロット搭載。撮影モードで24Mbps記録が可能。内蔵メモリー搭載。
HDR-CX370V
2010年2月発売。SD/SDHCカードスロット搭載。撮影モードで24Mbps記録が可能。内蔵メモリー搭載。
HDR-CX550V
2010年2月発売。SD/SDHCカードスロット搭載。撮影モードで24Mbps記録が可能。EVFを採用。内蔵メモリー搭載。
HDR-CX700V/CX560V/CX180
2011年2月発売。1080/60p記録に対応。CX700V/CX560Vは1080/24pにも対応。
HDR-CX590V/CX270V
2012年1月発売。
HDR-CX720V
2012年3月発売。空間光学手ブレ補正搭載。
HDR-CX630V / CX430V / CX390
2013年1月発売。CX630V/CX430Vは空間光学手ブレ補正搭載。
HDR-CX535 / CX420
2014年1月発売。CX535のみ空間光学手ブレ補正搭載。内蔵メモリー搭載。
HDR-CX900
2014年3月発売。1.0型Exmor R CMOSセンサー搭載。XAVC Sフォーマットで最大50Mbps記録が可能。内蔵メモリー非搭載。
HDR-CX670 / CX480
2015年1月発売。XAVC Sフォーマットで最大50Mbps記録が可能。CX670のみ空間光学手ブレ補正搭載。
HDR-CX675 / CX485
2016年1月発売。XAVC Sフォーマットで最大50Mbps記録が可能。CX485のみインテリジェントアクティブモード搭載。
HDR-CX680
2017年1月発売。XAVC Sフォーマット搭載。
HDR-CX470
2017年4月発売。XAVC Sフォーマット搭載。

##### HDR-AXシリーズ（AVCHD・メモリースティックDuo/SDメモリーカード・ハイエンドモデル）
HDR-AX2000
2010年1月発売。3CMOSセンサー。ダブルメモリーカードスロット搭載。XLR入力端子装備。撮影モードで24Mbps記録が可能。

##### HDR-TGシリーズ（AVCHD・メモリースティックDuo）
HDR-TG1
2008年4月発売。発売当時AVCHDビデオカメラで世界最小最軽量の縦型モデル。
HDR-TG5V
2009年4月発売。TG1の後継。Exmor CMOSセンサー搭載。内蔵メモリー搭載。

##### HDR-GWシリーズ（AVCHD・メモリースティックDuo/SDメモリーカード）
HDR-GW77V
2012年5月発売。縦型・小型軽量デザイン。防水・防塵。内蔵メモリー搭載。
HDR-GWP88V
2013年6月発売。縦型・小型軽量デザイン。防水・防塵。内蔵メモリー搭載。プロジェクター内蔵。
HDR-GW66V
2013年6月発売。縦型・小型軽量デザイン。防水・防塵。

##### HDR-PJシリーズ（XAVC S/AVCHD・メモリースティックDuo/SDメモリーカード）
HDR-PJ40V / PJ20
2011年2月発売。プロジェクター内蔵。
HDR-PJ590V
2012年1月発売。プロジェクター内蔵。
HDR-PJ210
2012年2月発売。プロジェクター内蔵。
HDR-PJ760V
2012年3月発売。空間光学手ブレ補正搭載。プロジェクター内蔵。ビューファー搭載。
HDR-PJ790V
2013年1月発売。空間光学手ブレ補正搭載。プロジェクター内蔵。ビューファー搭載。
HDR-PJ630V / PJ390
2013年1月発売。PJ630Vのみ空間光学手ブレ補正搭載。プロジェクター内蔵。
HDR-PJ800 / PJ540
2014年1月発売。空間光学手ブレ補正搭載。プロジェクター内蔵。
HDR-PJ670
2015年1月発売。XAVC Sフォーマットで最大50Mbps記録が可能。空間光学手ブレ補正搭載。プロジェクター内蔵。
HDR-PJ675
2016年1月発売。XAVC Sフォーマットで最大50Mbps記録が可能。インテリジェントアクティブモード搭載。プロジェクター内蔵。
HDR-PJ680
2017年1月発売。XAVC Sフォーマット搭載。プロジェクター内蔵。

##### HDR-TDシリーズ（AVCHD 3D・メモリースティックDuo/SDメモリーカード）
HDR-TD10
2011年5月発売。3D撮影対応。
HDR-TD20V
2012年3月発売。3D撮影対応。

##### 「アクションカム」HDR-ASシリーズ（XAVC S/MP4・メモリースティック マイクロ/microSDメモリーカード）

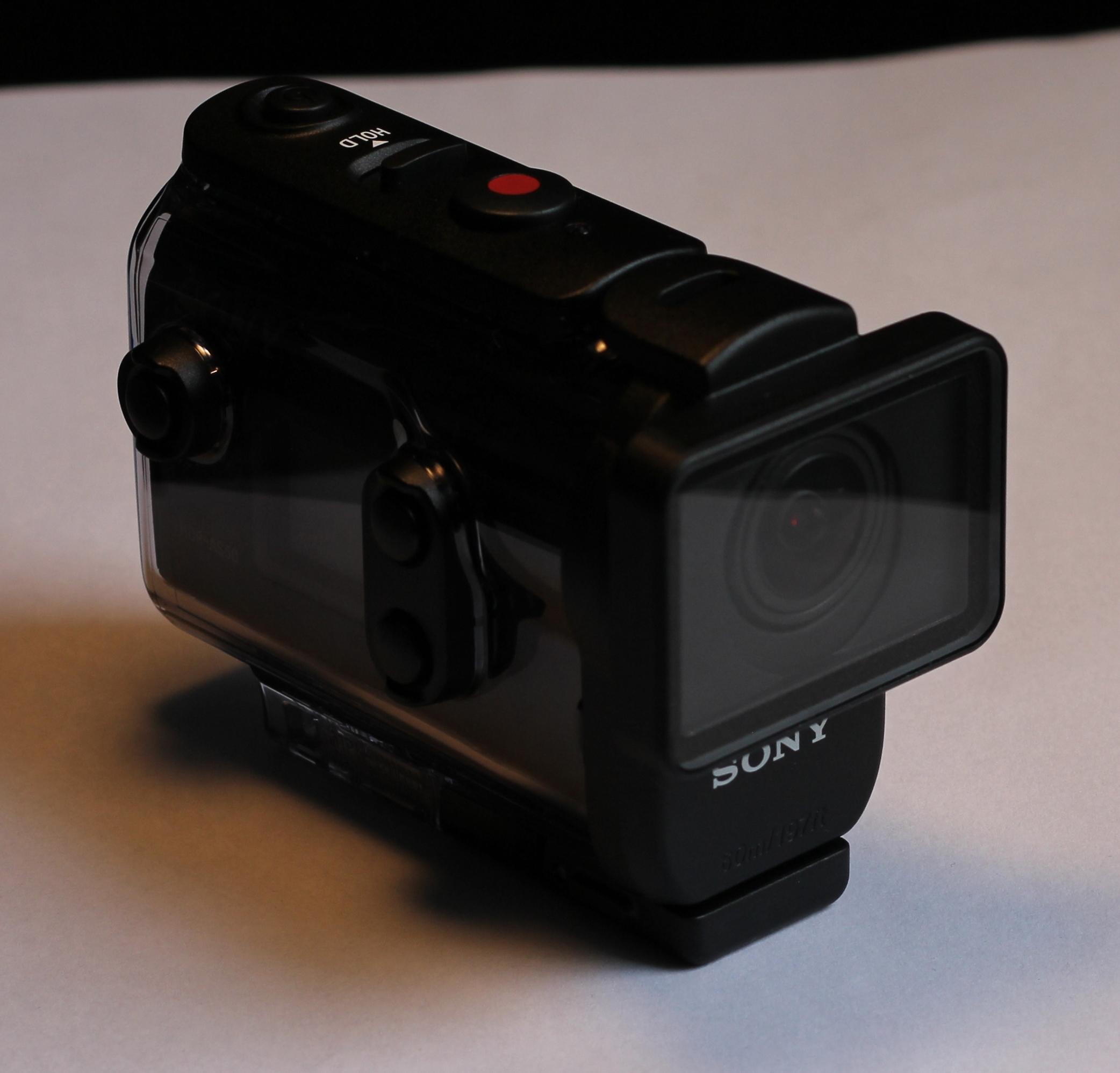
HDR-AS50

HDR-AS15
2012年10月発売。本体90gの小型軽量ウエアラブルカメラ「アクションカム」。Wi-Fi機能搭載、内蔵メモリー非搭載。
HDR-AS30V
2013年10月11日発売。AS15にGPS・NFC機能を追加。ライブビューリモコンに対応。内蔵メモリー非搭載。XAVC Sフォーマット非対応。
HDR-AS100V
2014年3月14日発売。本体のみでIPX4相当の防滴性能を備える。ライブビューリモコンと組み合わせて最大5台までの同時操作や画角確認が可能。XAVC Sフォーマットで最大50Mbps記録が可能。内蔵メモリー非搭載。
HDR-AS200V / AS200VR
2015年3月13日発売。GPS搭載。画角が170°/120°に設定できるほか、720/120pのハイスピード撮影が可能。XAVC Sフォーマットで最大50Mbps記録が可能。内蔵メモリー非搭載。AS200VRはライブビューリモコンを付属。
HDR-AS50 / AS50R
2016年3月4日発売。
HDR-AS300 / AS300R
2016年6月24日発売。

##### 「アクションカムミニ」HDR-AZシリーズ（XAVC S/MP4・メモリースティック マイクロ/microSDメモリーカード）
HDR-AZ1
2014年10月発売。質量約63gの小型軽量ウエアラブルカメラ「アクションカムミニ」。内蔵メモリー非搭載。

##### NEX-VGシリーズ（レンズ交換式（Eマウント）、AVCHD/MPEG-2・メモリースティックDuo/SDメモリーカード）
大判CMOSセンサーを搭載したレンズ交換式ビデオカメラ。レンズマウントとしてEマウントを採用し、ミラーレス一眼カメラのα NEXおよびα Eマウント(ILCEシリーズ)用交換レンズの装着が可能なほか、マウントアダプターを利用することで一眼レフカメラのαシリーズ用Aマウントレンズの装着も可能。
NEX-VG10
2010年9月発売。APS-CサイズのExmor CMOSセンサーを搭載。撮影モードで24Mbps記録が可能。ハンドルグリップ搭載。レンズは別売り。
NEX-VG20 / VG20H
2011年11月発売。APS-CサイズのExmor CMOSセンサーを搭載。1080/60p・24p記録に対応。ハンドルグリップ、タッチパネルモニター搭載。VG20HはE18-200mm F3.5-6.3 OSS(SEL18200)レンズを付属。
NEX-VG900
2012年10月発売。35mmフルサイズのExmor CMOSセンサーを搭載。1080/60p・24p記録に対応。ハンドルグリップ、タッチパネルモニター、XGA有機ELファインダー搭載。レンズは別売り。
NEX-VG30 / VG30H
2012年12月発売。APS-CサイズのExmor CMOSセンサーを搭載。1080/60p・24p記録に対応。ハンドルグリップ、タッチパネルモニター、有機ELファインダー搭載。VG30HはE PZ 18-200mm F3.5-6.3 OSS(SELP18200)レンズを付属。

### 4K画質

#### メモリーカードモデル

##### FDR-AXシリーズ（XAVC S/AVCHD/MP4・XQDメモリーカード/メモリースティックDuo/SDメモリーカード）
FDR-AX1 - ハイエンドモデル
2013年11月発売。4K60p撮影に対応。XAVC Sフォーマットで最大150Mbps記録が可能。XLR入力端子装備。XAVC S記録用に2つのXQDメモリーカードスロットを搭載。
FDR-AX100 - ハイグレードモデル
2014年3月発売。1.0型Exmor R CMOSセンサー搭載。4K30p撮影に対応。XAVC Sフォーマットで最大100Mbps記録が可能。内蔵メモリー非搭載。FDR-AX1と比較して体積が約1/4、質量が約1/3に小型・軽量化。
FDR-AXP35 / AX30
2015年2月20日発売。4K30p撮影に対応。XAVC Sフォーマットで最大100Mbps記録が可能。空間光学手ブレ補正搭載。AXP35のみプロジェクター内蔵。
FDR-AX55 / AX40
2016年2月発売。4K30p撮影に対応。XAVC Sフォーマットで最大100Mbps記録が可能。インテリジェントアクティブモード搭載。
FDR-AX700 - フラッグシップモデル
2017年10月発売。1.0型Exmor RS CMOSセンサー、ファストハイブリッドAF、XGA有機ELファインダー搭載。4K HDR(HLG方式)撮影・スーパースローモーション(最大960fps)撮影に対応。XAVC Sフォーマットで最大100Mbps記録が可能。メモリースティックDuo/SDカードとSDカードのデュアルスロットを搭載。内蔵メモリー非搭載。
FDR-AX60 / AX45
2018年2月発売。4K30p撮影に対応。XAVC Sフォーマットで最大100Mbps記録が可能。空間光学手ブレ補正搭載。AX60のみビューファインダーとマニュアルレンズリングを搭載。
FDR-AX45A
2022年9月発売。XAVC S 4K(100Mbps)記録。空間光学手ブレ補正搭載。

##### 「アクションカム」FDR-Xシリーズ（XAVC S/MP4・メモリースティック マイクロ/microSDメモリーカード）
FDR-X1000V / X1000VR
2015年3月13日発売。HDR-AS200V/VRの機能はそのままに4K30p撮影に対応し、XAVC Sフォーマットで最大100Mbps記録が可能。X1000VRはライブビューリモコンを付属。
FDR-X3000 / X3000R
2016年6月24日発売。

### 他の録画モデル

#### デジタル録画双眼鏡（AVCHD 3D・メモリースティックDuo/SDメモリーカード）
DEV-3
2011年11月発売。3D撮影対応。最大倍率10倍まで。
DEV-5K
2011年11月発売。3D撮影対応。最大倍率20倍まで。GPS搭載。
DEV-30
2013年6月発売。3D撮影対応。最大倍率15倍まで。防塵・防滴。XGA有機ELファインダー搭載。
DEV-50V
2013年6月発売。3D撮影対応。最大倍率25倍まで。防塵・防滴。XGA有機ELファインダー、GPS搭載。

#### ミュージックビデオレコーダー（MP4・メモリースティック マイクロ/microSDメモリーカード）
HDR-MV1
2013年11月発売。リニアPCM(WAV方式・48kHz/16bit)での録音・撮影が可能。またボイスレコーダーと同じように音声のみの記録も可能。

### 海外モデル
DCR-HC20
2004年発売。
DCR-HC26
2006年発売。
DCR-HC36
2006年発売。
DCR-HC28
2007年発売。HC26の後継。64万画素CCD、光学20倍ズーム。
DCR-HC38
2007年発売。HC36の後継。64万画素CCD、光学40倍ズーム。
DCR-HC52
2008年発売。68万画素
DCR-IP45
2002年発売。
DCR-SR42
2007年発売。30GB/68万画素。
DCR-SR82
2007年発売。60GB/107万画素。
DCR-SR200
2007年発売。SR300の廉価版。40GB/200万画素。
DCR-SR45
2008年発売。SR42の後継。30GB/VGAサイズ。
DCR-SR85
2008年発売。SR82の後継。60GB/100万画素。
DCR-DVD108
2007年発売。DVD308の廉価版。
DCR-DVD408
2007年発売。
DCR-DVD610
2008年発売。VGAサイズCCD。
DCR-DVD710
2008年発売。100万画素CCD。
DCR-DVD910
2008年発売。230万画素CMOS。
HDR-HC5
2008年発売。HC7の下位版。基本部分はUX5と共通。
HDR-UX10
2008年発売。UX20から内蔵メモリーを省いたモデル。UX5の後継。
HDR-SR5
2007年発売。SR7のHDD容量を40GBに減らしCMOSの画素数を落とした北米向けの低価格モデル。
HDR-SR10
2008年発売。SR11のHDD容量を40GBに減らし、SR11/SR12のCMOSを230万画素にしたモデル。SR5の後継。